# Ramallo (município)
Ramallo é um partido (município) da província de Buenos Aires, na Argentina. Possuía, de acordo com estimativa de 2019, 37.335 habitantes.